# 傑布·布希

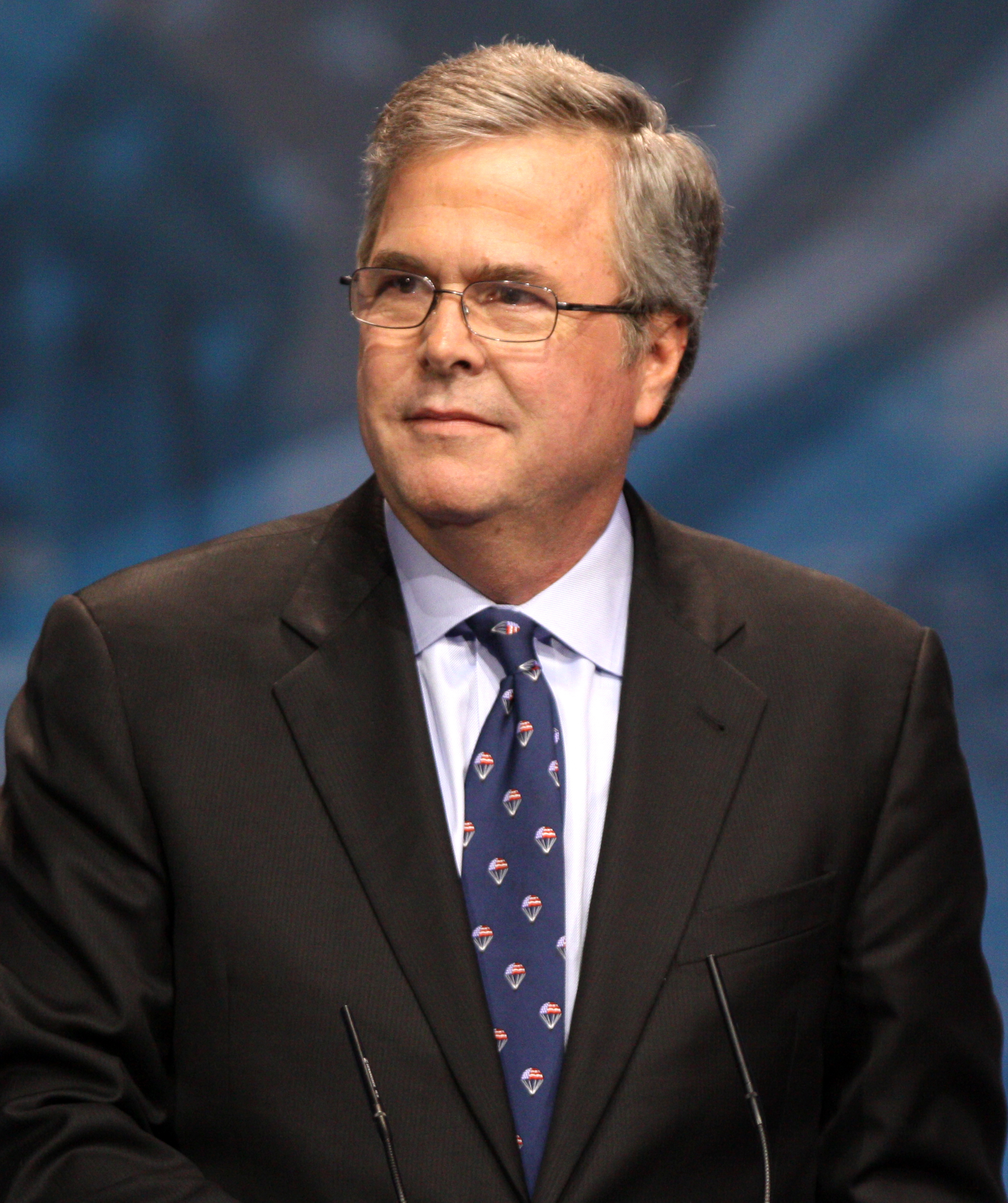
傑布·布希，攝於2013年在華盛頓舉行的保守派政治行動會議（CPAC）上。

約翰·埃利斯·“傑布”·布希（英語：John Ellis "Jeb" Bush，1953年2月11日—），美國共和黨政治人物，第43任佛羅里達州州長，也是第一位得以連任該州州長職位的共和黨籍州長。
傑布·布希是美國第41任總統老布希的次子，他的兄長小布希是美國第43任總統。雖然是廣為人知的稱呼，但「傑布」（Jeb）是其暱稱而非本名，為其全名「John Ellis Bush」三個字的首字母縮寫。

## 生平

1964年，布什家族在休斯頓拍攝

傑布於出生於美國南部德克薩斯州西部米德蘭，畢業于德克薩斯大學，取得拉丁文學士學位。1980年代，傑布幫助父親老布什競選，開始涉足政壇，為後來的政治生涯積累很多經驗。隨著老布希在1980年美國總統選舉與隆納·雷根競選副總統成功，他也隨其父移居到佛羅里達州。1986年，傑布被提名為佛州商業部部長，他擔任該職務直到1988年。
1974年，傑布與拉丁裔美國人Colombia結婚，育有兩子一女。

### 佛羅里達州長
1994年州長選舉，傑布首次參與佛羅里達州州長競選，以2%的差距敗北，敗予民主黨候選人。
1998年州長選舉，他重起爐灶，再次參選，成功打敗競爭對手、時任民主黨籍的副州長，以55%的得票率取得州長職務。他于2002年成功連任，成為佛羅里達州歷史上第一位兩次當選州長的共和黨人。
2007年州長任期屆滿卸任，在八年任期中，傑布以期改善環境、改革教育體系聞名。傑布也因此成為最成功的州長之一。

### 計劃參選總統
雖然傑布·布希曾經一度被指會參與2008年美國總統選舉，並獲得曾任總統的父親與兄長的極力推薦，但由於傑布本人堅決不參選，他也沒參與共和黨黨內初選的提名程序，因此並無參與。
2014年4月23日一場在美國紐約進行的校園活動中，傑布·布殊首次透露，他正在考慮是否參加2016年美國總統選舉。之後在同年12月16日，杰布透過社群網站表示他将積極探詢角逐2016年美国总统选举的可能性。
2015年1月，杰布·布殊成立政治行動委員會，為角逐共和黨總統提名鋪路。他在個人Facebook專頁以英語和西班牙語表示，現在是成立委員會的正確時機，以支持認同保守派原則、令所有美國人奮起的候選人。
2015年6月，傑布·布殊正式宣布角逐共和黨總統提名初選，成為共和黨2016年美國總統選舉初選的第十一位候選人，也是布什家族第三位角逐總統的人。然而，因為長期在初選的辯論表現不佳，加上無法有力攻擊唐納·川普的移民立場，聲勢大幅下滑，一直未能超越其他候選人。
2016年2月20日，在共和黨南卡羅萊納州總統初選落敗後，他宣布退出初选。在之後的選舉期間，他拒絕支持共和黨提名的唐納·川普。